# Průsečík

Průsečík dvou přímek

Průsečík je geometrický pojem používaný ve dvou významech:
- v užším smyslu pro bod, který je průnikem dvou křivek nebo křivky a plochy
- v širším smyslu pro množinu bodů, která je průnikem libovolných dvou geometrických útvarů[zdroj?]

## Příklady
Pokud není řečeno jinak, je v následujících příkladech používáno slovo průsečík v širším smyslu slova, tj. jako průnik dvou geometrických útvarů bez ohledu na to, zda se jedná o bod nebo o množinu bodů.

### Dvě přímky v prostoru
Dvě přímky ve třírozměrném geometrické prostoru mohou mít jako průsečík :
- bod, pokud jsou to různoběžky
- celou přímku, pokud jsou přímky shodné (jedná se o jednu a tu samou přímku)
- žádný průsečík, pokud se jedná o rovnoběžky nebo mimoběžky

### Přímka a kružnice v rovině
Přímka a kružnice mohou mít ve dvourozměrném geometrickém prostoru jako průsečík:
- bod, pokud je přímka tečnou kružnice, tj. pokud je vzdálenost přímky od středu kružnice rovna poloměru kružnice
- dva body, pokud je přímka sečnou kružnice, tj. pokud je vzdálenost přímky od středu kružnice menší než poloměr kružnice
- žádný průsečík, pokud není přímka tečnou ani sečnou kružnice, tj. pokud je vzdálenost přímky od středu kružnice větší než poloměr kružnice

### Přímka a koule v prostoru
Přímka a koule mohou mít ve trojrozměrném geometrickém prostoru jako průsečík:
- bod, pokud je přímka tečnou kulové plochy, tj. pokud je vzdálenost přímky od středu koule rovna poloměru kružnice
- úsečku, pokud je přímka sečnou kulové plochy, tj. pokud je vzdálenost přímky od středu koule menší než poloměr kružnice
- žádný průsečík, pokud není přímka tečnou ani sečnou kulové plochy, tj. pokud je vzdálenost přímky od středu koule větší než poloměr kružnice

### Dvě kulové plochy v prostoru
Dvě kulové plochy v prostoru mohou mít v závislosti na vzdálenosti jejich středů a jejich poloměrech jako průsečík:
- bod, pokud je vzdálenost jejich středů rovna součtu poloměrů
- žádný průnik, pokud jedna kruhová plocha leží uvnitř druhé nebo je vzdálenost středů větší, než součet poloměrů
- celou kulovou plochu, pokud se jedná o shodné kulové plochy (se stejným středem a poloměrem)
- kružnici ve všech ostatních případech

## Průsečík v analytické geometrii

průsečík přímky a roviny

V analytické geometrii jsou útvary popisovány pomocí soustavy rovnic a nerovnic - součástí útvaru jsou právě ty body geometrického prostoru, které vyhovují této soustavě.
Jsou-li dány dvě takové soustavy pro dva geometrické útvary, pak průsečík (v širším smyslu toho slova) obsahuje právě ty body, které jsou řešením obou dvou soustav, tj. soustavy, která vznikne sloučením všech rovnic a nerovnic z obou soustav. Pokud takto vzniklá soustava nemá řešení, pak tyto dva útvary nemají průsečík - jsou disjunktní.

### Příklad - průsečík dvou přímek v rovině

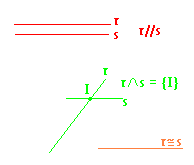
Průsečík dvou přímek v rovině

Mám-li dvě přímky v rovině, mohu každou z nich vyjádřit lineární rovnicí o dvou neznámých ( {\displaystyle x\,\!} a {\displaystyle y\,\!} jsou neznámé pro souřadnice)
první přímka {\displaystyle a_{1}x+b_{1}y+c_{1}=0\,\!}
druhá přímka {\displaystyle a_{2}x+b_{2}y+c_{2}=0\,\!}
Jejich průsečík lze vypočítat jako řešení soustavy dvou lineárních rovnic o dvou neznámých. Řešením může být:
- jeden bod, pokud má soustava jedno řešení
- celá přímka, pokud jsou přímky totožné - soustava má v tomto případě nekonečně mnoho řešení
- prázdná množina, rovnoběžné, ale ne totožné - soustava v tomto případě nemá řešení

### Příklad - průsečík přímky a kružnice v rovině

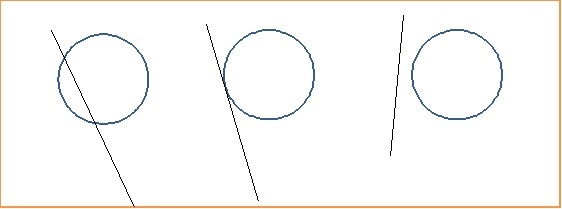
vzájemná poloha kružnice a přímky

Máme-li danou přímku v rovině, mohu ji vyjádřit lineární rovnicí o dvou neznámých (x a y jsou neznámé pro souřadnice)
a1x+b1y+c1=0
a kružnici danou obecnou rovnicí o dvou neznámých (x a y jsou neznámé pro souřadnice)
x2+y2-2mx-2ny+p=0
Jejich průsečík lze vypočítat vyjádřením jedné neznámé z rovnice přímky. Dosazením do rovnice kružnice dostaneme kvadratickou rovnici. Řešením může být:
- jeden bod, pokud je přímka tečnou kružnice
- dva body, pokud je přímka sečnou kružnice
- žádný bod (prázdná množina), pokud přímka je mimoběžná